# میگل مورایتا
میگل مورایتا (اسپانیایی: Miguel Morayta‎؛ ۱۵ اوت ۱۹۰۷ – ۱۹ ژوئن ۲۰۱۳) کارگردان فیلم، و فیلم‌نامه‌نویس اهل اسپانیا بود.
از فیلم‌ها یا مجموعه‌های تلویزیونی که وی در آن‌ها نقش داشته‌است، می‌توان به توپ‌های سان سباستین اشاره نمود.